# 2019-es IndyCar Series szezon
A 2019-es NTT IndyCar Series szezon a huszonnegyedik szezonja volt az IndyCar Seriesnek, és a százhetedik az amerikai formaautós versenyzés történetében. A bajnoki címet Josef Newgarden szerezte meg, aki ezzel kétszeres bajnokká avanzsált.

## Csapatok és versenyzők
| Csapat                                                      | Motor     | Rajtszám | Versenyzők          | Fordulók                   |
| ----------------------------------------------------------- | --------- | -------- | ------------------- | -------------------------- |
| A. J. Foyt Enterprises                                      | Chevrolet | 4        | Matheus Leist       | Összes                     |
| A. J. Foyt Enterprises                                      | Chevrolet | 14       | Tony Kanaan         | Összes                     |
| Andretti Autosport                                          | Honda     | 25       | Conor Daly          | 6, 17                      |
| Andretti Autosport                                          | Honda     | 26       | Zach Veach          | Összes                     |
| Andretti Autosport                                          | Honda     | 27       | Alexander Rossi     | Összes                     |
| Andretti Autosport                                          | Honda     | 28       | Ryan Hunter-Reay    | Összes                     |
| Andretti Herta Autosport w/ Marco Andretti & Curb-Agajanian | Honda     | 98       | Marco Andretti      | Összes                     |
| Arrow Schmidt Peterson Motorsports                          | Honda     | 5        | James Hinchcliffe   | Összes                     |
| Arrow Schmidt Peterson Motorsports                          | Honda     | 7        | Marcus Ericsson Ú   | 1–15, 17                   |
| Arrow Schmidt Peterson Motorsports                          | Honda     | 7        | Conor Daly          | 16                         |
| Meyer Shank Racing with Arrow Schmidt Peterson              | Honda     | 60       | Jack Harvey         | 1–6, 10, 13, 16–17         |
| MotoGator Team Stange Racing with Arrow Schmidt Peterson    | Honda     | 77       | Oriol Servià        | 6                          |
| Carlin                                                      | Chevrolet | 23       | Charlie Kimball     | 1, 6, 9, 14–17             |
| Carlin                                                      | Chevrolet | 31       | Patricio O’Ward Ú   | 2–8, 10                    |
| Carlin                                                      | Chevrolet | 31       | Sage Karam          | 11–12                      |
| Carlin                                                      | Chevrolet | 31       | RC Enerson Ú        | 13                         |
| Carlin                                                      | Chevrolet | 59       | Max Chilton         | 1–8, 10–11, 13, 16–17      |
| Carlin                                                      | Chevrolet | 59       | Conor Daly          | 9, 12, 14–15               |
| Chip Ganassi Racing                                         | Honda     | 9        | Scott Dixon         | Összes                     |
| Chip Ganassi Racing                                         | Honda     | 10       | Felix Rosenqvist ÉÚ | Összes                     |
| Clauson-Marshall Racing                                     | Chevrolet | 39       | Pippa Mann          | 6                          |
| Dale Coyne Racing                                           | Honda     | 19       | Santino Ferrucci Ú  | Összes                     |
| Dale Coyne Racing with Byrd/Hollinger/Belardi               | Honda     | 33       | James Davison       | 6                          |
| Dale Coyne Racing with Vasser-Sullivan                      | Honda     | 18       | Sébastien Bourdais  | Összes                     |
| DragonSpeed                                                 | Chevrolet | 81       | Ben Hanley Ú        | 1, 3, 6, 17                |
| Dreyer & Reinbold Racing                                    | Chevrolet | 24       | Sage Karam          | 6                          |
| Dreyer & Reinbold Racing                                    | Chevrolet | 48       | J. R. Hildebrand    | 6                          |
| Ed Carpenter Racing                                         | Chevrolet | 21       | Spencer Pigot       | Összes                     |
| Ed Carpenter Racing                                         | Chevrolet | 20       | Ed Carpenter        | 6, 9, 12, 14–15            |
| Ed Carpenter Racing Scuderia Corsa                          | Chevrolet | 20       | Ed Jones            | 1–5, 7–8, 10–11, 13, 16–17 |
| Ed Carpenter Racing Scuderia Corsa                          | Chevrolet | 63       | Ed Jones            | 6                          |
| Harding Steinbrenner Racing                                 | Honda     | 88       | Colton Herta Ú      | Összes                     |
| Juncos Racing                                               | Chevrolet | 32       | Kyle Kaiser Ú       | 2, 6                       |
| McLaren Racing                                              | Chevrolet | 66       | Fernando Alonso Ú   | 6                          |
| Rahal Letterman Lanigan Racing                              | Honda     | 15       | Graham Rahal        | Összes                     |
| Rahal Letterman Lanigan Racing                              | Honda     | 30       | Szató Takuma        | Összes                     |
| Rahal Letterman Lanigan Racing                              | Honda     | 42       | Jordan King         | 6                          |
| Team Penske                                                 | Chevrolet | 2        | Josef Newgarden     | Összes                     |
| Team Penske                                                 | Chevrolet | 3        | Hélio Castroneves   | 5–6                        |
| Team Penske                                                 | Chevrolet | 12       | Will Power          | Összes                     |
| Team Penske                                                 | Chevrolet | 22       | Simon Pagenaud      | Összes                     |

| Magyarázat | Magyarázat   |
| Ikon       | Versenyző    |
| ---------- | ------------ |
| Ú          | Újonc        |
| ÉÚ         | Az év újonca |

## Versenynaptár
A hivatalos versenynaptárat 2018 szeptemberében hozták nyilvánosságra. Ami a versenyeket és a sorrendet illeti, több változás is történt.
| Forduló | Időpont        | Verseny                                                          | Pálya                                     | Település               | Pályarajz |
| ------- | -------------- | ---------------------------------------------------------------- | ----------------------------------------- | ----------------------- | --------- |
| 1       | Március 10.    | Firestone Grand Prix of St. Petersburg                           | S St. Petersburg utcái                    | St. Petersburg, Florida |           |
| 2       | Március 24.    | IndyCar Classic                                                  | R Circuit of the Americas                 | Austin, Texas           |           |
| 3       | Április 7.     | Honda Indy Grand Prix of Alabama Presented by AmFirst            | R Barber Motorsports Park                 | Birmingham              |           |
| 4       | Április 14.    | Acura Grand Prix of Long Beach                                   | S Long Beach utcái                        | Long Beach, Kalifornia  |           |
| 5       | Május 11.      | IndyCar Grand Prix                                               | R Indianapolis Motor Speedway Road Course | Speedway, Indiana       |           |
| 6       | Május 26.      | 103. Running of the Indianapolis 500 Presented by Gainbridge     | O Indianapolis Motor Speedway             | Speedway, Indiana       |           |
| 7       | Június 1.      | Chevrolet Detroit Grand Prix Presented by Lear Corporation       | S The Raceway on Belle Isle               | Detroit (Michigan)      |           |
| 8       | Június 2.      | Chevrolet Detroit Grand Prix Presented by Lear Corporation       | S The Raceway on Belle Isle               | Detroit (Michigan)      |           |
| 9       | Június 8.      | DXC Technology 600                                               | O Texas Motor Speedway                    | Fort Worth, Texas       |           |
| 10      | Június 23.     | REV Group Grand Prix at Road America                             | R Road America                            | Elkhart Lake, Wisconsin |           |
| 11      | Július 14.     | Honda Indy Toronto                                               | S Exhibition Place                        | Toronto, Ontario        |           |
| 12      | Július 20.     | Iowa 300                                                         | O Iowa Speedway                           | Newton, Iowa            |           |
| 13      | Július 28.     | Honda Indy 200 at Mid-Ohio                                       | R Mid-Ohio Sports Car Course              | Lexington, Ohio         |           |
| 14      | Augusztus 18.  | ABC Supply 500                                                   | O Pocono Raceway                          | Long Pond               |           |
| 15      | Augusztus 24.  | Bommarito Automotive Group 500 Presented by Axalta and Valvoline | O Gateway Motorsports Park                | Madison, Illinois       |           |
| 16      | Szeptember 1.  | Grand Prix of Portland                                           | R Portland International Raceway          | Portland, Oregon        |           |
| 17      | Szeptember 22. | Firestone Grand Prix of Monterey                                 | R WeatherTech Raceway Laguna Seca         | Monterey, Kalifornia    |           |
| Forrás: |                |                                                                  |                                           |                         |           |

| Magyarázat | Magyarázat |
| Ikon       | Pálya      |
| ---------- | ---------- |
| O          | Ovál       |
| R          | Épített    |
| S          | Utcai      |

## Eredmények
| Forduló | Verseny           | Pole-pozíció       | Leggyorsabb kör    | Legtöbb élen töltött kör | Győztes         | Győztes                        | Győztes   | Összefoglaló | Listavezető     | Előny |
| Forduló | Verseny           | Pole-pozíció       | Leggyorsabb kör    | Legtöbb élen töltött kör | Versenyző       | Csapat                         | Gyártó    | Összefoglaló | Listavezető     | Előny |
| ------- | ----------------- | ------------------ | ------------------ | ------------------------ | --------------- | ------------------------------ | --------- | ------------ | --------------- | ----- |
| 1       | St. Petersburg    | Will Power         | Josef Newgarden    | Josef Newgarden          | Josef Newgarden | Team Penske                    | Chevrolet | Összefoglaló | Josef Newgarden | 7     |
| 2       | Austin            | Will Power         | Colton Herta       | Will Power               | Colton Herta    | Harding Steinbrenner Racing    | Honda     | Összefoglaló | Josef Newgarden | 8     |
| 3       | Birmingham        | Szató Takuma       | Will Power         | Szató Takuma             | Szató Takuma    | Rahal Letterman Lanigan Racing | Honda     | Összefoglaló | Josef Newgarden | 27    |
| 4       | Long Beach        | Alexander Rossi    | Ryan Hunter-Reay   | Alexander Rossi          | Alexander Rossi | Andretti Autosport             | Honda     | Összefoglaló | Josef Newgarden | 28    |
| 5       | Indianapolis GP   | Felix Rosenqvist   | Patricio O’Ward    | Scott Dixon              | Simon Pagenaud  | Team Penske                    | Chevrolet | Összefoglaló | Josef Newgarden | 6     |
| 6       | Indianapolisi 500 | Simon Pagenaud     | Scott Dixon        | Simon Pagenaud           | Simon Pagenaud  | Team Penske                    | Chevrolet | Összefoglaló | Simon Pagenaud  | 1     |
| 7       | Detroit 1         | Alexander Rossi    | Josef Newgarden    | Josef Newgarden          | Josef Newgarden | Team Penske                    | Chevrolet | Összefoglaló | Josef Newgarden | 25    |
| 8       | Detroit 2         | Josef Newgarden    | Simon Pagenaud     | Scott Dixon              | Scott Dixon     | Chip Ganassi Racing            | Honda     | Összefoglaló | Josef Newgarden | 15    |
| 9       | Texas             | Szató Takuma       | Szató Takuma       | Ryan Hunter-Reay         | Josef Newgarden | Team Penske                    | Chevrolet | Összefoglaló | Josef Newgarden | 15    |
| 10      | Road America      | Colton Herta       | Colton Herta       | Alexander Rossi          | Alexander Rossi | Andretti Autosport             | Honda     | Összefoglaló | Josef Newgarden | 7     |
| 11      | Toronto           | Simon Pagenaud     | Marcus Ericsson    | Simon Pagenaud           | Simon Pagenaud  | Team Penske                    | Chevrolet | Összefoglaló | Josef Newgarden | 4     |
| 12      | Iowa              | Simon Pagenaud     | Josef Newgarden    | Josef Newgarden          | Josef Newgarden | Team Penske                    | Chevrolet | Összefoglaló | Josef Newgarden | 29    |
| 13      | Mid-Ohio          | Will Power         | James Hinchcliffe  | Scott Dixon              | Scott Dixon     | Chip Ganassi Racing            | Honda     | Összefoglaló | Josef Newgarden | 16    |
| 14      | Pocono            | Josef Newgarden[a] | Will Power         | Simon Pagenaud           | Will Power      | Team Penske                    | Chevrolet | Összefoglaló | Josef Newgarden | 35    |
| 15      | Gateway           | Josef Newgarden    | Josef Newgarden    | Santino Ferrucci         | Szató Takuma    | Rahal Letterman Lanigan Racing | Honda     | Összefoglaló | Josef Newgarden | 38    |
| 16      | Portland          | Colton Herta       | Sébastien Bourdais | Will Power               | Will Power      | Team Penske                    | Chevrolet | Összefoglaló | Josef Newgarden | 41    |
| 17      | Laguna Seca       | Colton Herta       | Scott Dixon        | Colton Herta             | Colton Herta    | Harding Steinbrenner Racing    | Honda     | Összefoglaló | Josef Newgarden | 25    |

### Pontrendszer
Forrás:
| 1. | 2. | 3. | 4. | 5. | 6. | 7. | 8. | 9. | 10. | 11. | 12. | 13. | 14. | 15. | 16. | 17. | 18. | 19. | 20. | 21. | 22. | 23. | 24. | 25.+ |
| 50 | 40 | 35 | 32 | 30 | 28 | 26 | 24 | 22 | 20  | 19  | 18  | 17  | 16  | 15  | 14  | 13  | 12  | 11  | 10  | 9   | 8   | 7   | 6   | 5    |
| -- | -- | -- | -- | -- | -- | -- | -- | -- | --- | --- | --- | --- | --- | --- | --- | --- | --- | --- | --- | --- | --- | --- | --- | ---- |

| Élen töltött kör | Legtöbb élen töltött kör | Első rajtkocka |
| ---------------- | ------------------------ | -------------- |
| 1                | 2                        | 1              |

Indy500 kvalifikáció
| 1. | 2. | 3. | 4. | 5. | 6. | 7. | 8. | 9. | 10.+ |
| 9  | 8  | 7  | 6  | 5  | 4  | 3  | 2  | 1  | 0    |
| -- | -- | -- | -- | -- | -- | -- | -- | -- | ---- |

Az Indy500 és a szezonzáró verseny
| 1.  | 2. | 3. | 4. | 5. | 6. | 7. | 8. | 9. | 10. | 11. | 12. | 13. | 14. | 15. | 16. | 17. | 18. | 19. | 20. | 21. | 22. | 23. | 24. | 25.+ |
| 100 | 80 | 70 | 64 | 60 | 56 | 52 | 48 | 44 | 40  | 38  | 36  | 34  | 32  | 30  | 28  | 26  | 24  | 22  | 20  | 18  | 16  | 14  | 12  | 10   |
| --- | -- | -- | -- | -- | -- | -- | -- | -- | --- | --- | --- | --- | --- | --- | --- | --- | --- | --- | --- | --- | --- | --- | --- | ---- |

### Versenyzők
| Helyezés | Versenyző           | STP | AUS  | ALA | LBH | IMS | INDY | DET | DET | TXS | ROA | TOR | IOW | MDO | POC | GAT | POR | LAG | Pont |
| -------- | ------------------- | --- | ---- | --- | --- | --- | ---- | --- | --- | --- | --- | --- | --- | --- | --- | --- | --- | --- | ---- |
| 1        | Josef Newgarden     | 1L* | 2    | 4   | 2L  | 15L | 48L  | 1L* | 19L | 1L  | 3   | 4   | 1L* | 14L | 5L  | 7L  | 5   | 8   | 641  |
| 2        | Simon Pagenaud      | 7   | 19   | 9   | 6   | 1L  | 11L* | 6   | 17  | 6   | 9   | 1L* | 4L  | 6   | 3L* | 5   | 3   | 4L  | 616  |
| 3        | Alexander Rossi     | 5L  | 9    | 5L  | 1L* | 22  | 29L  | 2L  | 5   | 2L  | 1L* | 3   | 6   | 5   | 18  | 13  | 7   | 6   | 608  |
| 4        | Scott Dixon         | 2   | 13   | 2L  | 3   | 2L* | 17L  | 22  | 1L* | 17L | 5   | 2   | 2L  | 1L* | 2L  | 20  | 16L | 3   | 578  |
| 5        | Will Power          | 3L  | 24L* | 11  | 7L  | 7   | 56L  | 18  | 3L  | 9   | 2   | 18  | 15L | 4L  | 1L  | 22L | 1L* | 2L  | 550  |
| 6        | Felix Rosenqvist ÉÚ | 4L  | 23   | 10  | 10  | 8L  | 28L  | 4   | 16  | 12  | 6   | 5   | 14  | 2L  | 22  | 11L | 2L  | 5   | 425  |
| 7        | Colton Herta Ú      | 8   | 1L   | 24  | 23  | 23  | 335  | 12  | 12  | 18  | 8   | 7   | 18  | 8   | 16  | 9L  | 4L  | 1L* | 420  |
| 8        | Ryan Hunter-Reay    | 23  | 3    | 8   | 5   | 17  | 8    | 5   | 4   | 5L* | 11  | 16  | 17  | 3   | 19  | 8   | 18  | 10  | 420  |
| 9        | Szató Takuma        | 19  | 7    | 1L* | 8L  | 14  | 3L   | 3   | 13  | 15L | 10  | 22L | 20  | 19  | 21  | 1L  | 15  | 21  | 415  |
| 10       | Graham Rahal        | 12  | 4    | 23L | 4   | 9L  | 27   | 7   | 7   | 3L  | 4L  | 9   | 8   | 9   | 9   | 18  | 23  | 12  | 389  |
| 11       | Sébastien Bourdais  | 24  | 5    | 3L  | 11  | 11L | 307  | 11  | 9   | 8L  | 12  | 8   | 9L  | 11  | 7   | 19L | 9L  | 7   | 387  |
| 12       | James Hinchcliffe   | 6   | 16   | 6L  | 9   | 16  | 11   | 9   | 18  | 19  | 7   | 6   | 3   | 22  | 20  | 12L | 20  | 9   | 370  |
| 13       | Santino Ferrucci Ú  | 9   | 20   | 15  | 21  | 10  | 7L   | 19  | 10L | 4   | 19  | 11  | 12  | 12  | 4   | 4L* | 17  | 24  | 351  |
| 14       | Spencer Pigot       | 11  | 11   | 17  | 18  | 5   | 143L | 10  | 21  | 14  | 14  | 15  | 5   | 7   | 17  | 21  | 6   | 20  | 335  |
| 15       | Tony Kanaan         | 15  | 12   | 18  | 19  | 20  | 9    | 15  | 22  | 16  | 21  | 17  | 10  | 20  | 8   | 3   | 12  | 16  | 304  |
| 16       | Marco Andretti      | 13  | 6    | 14  | 13  | 13  | 26   | 16  | 6   | 10  | 23  | 10  | 21  | 15  | 15  | 10L | 13  | 14  | 303  |
| 17       | Marcus Ericsson Ú   | 20  | 15   | 7   | 20  | 24  | 23   | 13  | 2L  | 7L  | 13  | 20  | 11  | 23  | 12  | 16L |     | 11  | 290  |
| 18       | Zach Veach          | 14  | 22   | 12  | 17  | 12  | 29   | 8   | 8   | 20  | 18  | 13L | 7   | 21  | 13  | 14  | 22  | 18  | 271  |
| 19       | Matheus Leist       | 22  | 17   | 20  | 15  | 4   | 15   | 21  | 20  | 22  | 20  | 19  | 16  | 18  | 14  | 17  | 8   | 17  | 261  |
| 20       | Ed Jones            | 21  | 14   | 19  | 16  | 6   | 134  | 20  | 14  |     | 22  | 12  |     | 13  |     |     | 14  | 23  | 217  |
| 21       | Jack Harvey         | 10  | 10   | 13  | 22  | 3   | 21   |     |     |     | 15  |     |     | 10  |     |     | 19  | 19  | 186  |
| 22       | Max Chilton         | 16  | 21   | 22  | 14  | 18  | NK   | 17  | 15  |     | 16  | 14  |     | 16  |     |     | 11  | 19  | 186  |
| 23       | Ed Carpenter        |     |      |     |     |     | 62L  |     |     | 13  |     |     | 19  |     | 6   | 2   |     |     | 161  |
| 24       | Conor Daly          |     |      |     |     |     | 10   |     |     | 11  |     |     | 13  |     | 11  | 6L  | 21  | 22  | 149  |
| 25       | Charlie Kimball     | 17  |      |     |     |     | 25   |     |     | 21  |     |     |     |     | 10  | 15  | 10  | 15  | 117  |
| 26       | Patricio O’Ward Ú   |     | 8    | 16  | 12  | 19  | NK   | 14  | 11  |     | 17  |     |     |     |     |     |     |     | 115  |
| 27       | Sage Karam          |     |      |     |     |     | 19   |     |     |     |     | 21  | 22  |     |     |     |     |     | 39   |
| 28       | James Davison       |     |      |     |     |     | 12   |     |     |     |     |     |     |     |     |     |     |     | 36   |
| 29       | Hélio Castroneves   |     |      |     |     | 21  | 18   |     |     |     |     |     |     |     |     |     |     |     | 33   |
| 30       | Ben Hanley Ú        | 18  |      | 21  |     |     | 32   |     |     |     |     |     |     |     |     |     |     |     | 31   |
| 31       | Pippa Mann          |     |      |     |     |     | 16   |     |     |     |     |     |     |     |     |     |     |     | 28   |
| 32       | Kyle Kaiser Ú       |     | 18   |     |     |     | 31   |     |     |     |     |     |     |     |     |     |     |     | 22   |
| 33       | J. R. Hildebrand    |     |      |     |     |     | 20   |     |     |     |     |     |     |     |     |     |     |     | 20   |
| 34       | Oriol Servià        |     |      |     |     |     | 22   |     |     |     |     |     |     |     |     |     |     |     | 16   |
| 35       | RC Enerson Ú        |     |      |     |     |     |      |     |     |     |     |     |     | 17  |     |     |     |     | 13   |
| 36       | Jordan King         |     |      |     |     |     | 24   |     |     |     |     |     |     |     |     |     |     |     | 12   |
| —        | Fernando Alonso Ú   |     |      |     |     |     | NK   |     |     |     |     |     |     |     |     |     |     |     | —    |
| Helyezés | Versenyző           | STP | AUS  | ALA | LBH | IMS | INDY | DET | DET | TXS | ROA | TOR | IOW | MDO | POC | GAT | POR | LAG | Pont |

| Szín       | Eredmény                  |
| ---------- | ------------------------- |
| arany      | Győztes                   |
| ezüst      | 2. helyezett              |
| bronz      | 3. helyezett.             |
| zöld       | 4. hely 5. hely           |
| világoskék | 6–10. hely között         |
| sötétkék   | top 10-en kívül           |
| lila       | nem ért célba             |
| piros      | nem kvalifikált (DNQ, NK) |
| barna      | visszalépett (Vi, Wth)    |
| fekete     | kizárva (DSQ, Kiz)        |
| Fehér      | Nem indult (DNS, Ni)      |
| Fehér      | Verseny törölve (T)       |
| Üres       | Nem vett részt            |

| Jelmagyarázat |                                          |
| Félkövér      | Pole-pozíció (1 pont, kivéve az Indy500) |
| Dőlt          | Leggyorsabb kör a versenyen              |
| 1–9           | Indy 500 "Fast Nine" bónuszpont          |
| L             | Élen töltött kör (1 pont)                |
| *             | Legtöbb élen töltött kör (2 pont)        |
| 1             | Időmérő törölve, nem járt bónuszpont     |
| Ú             | Újonc                                    |
| ÉÚ            | Az év újonca                             |

### Gyártók
| Helyezés | Gyártó    | STP | AUS | ALA | LBH | IMS | INDY | DET | DET | TXS | ROA | TOR | IOW | MDO | POC | GAT | POR | LAG | Pont |
| -------- | --------- | --- | --- | --- | --- | --- | ---- | --- | --- | --- | --- | --- | --- | --- | --- | --- | --- | --- | ---- |
| 1        | Honda     | 2   | 1   | 1   | 1   | 2   | 2    | 2   | 1   | 2   | 1   | 2   | 2   | 1   | 1   | 2   | 7   | 1   | 1436 |
| 1        | Honda     | 4   | 3   | 2   | 3   | 7   | 3    | 3   | 2   | 3   | 4   | 3   | 3   | 2   | 3   | 5   | 8   | 3   | 1436 |
| 1        | Honda     | 72  | 90  | 96P | 91P | 67P | 75   | 76P | 95  | 76P | 88P | 75  | 75  | 95  | 85  | 70  | 50  | 85  | 1436 |
| 2        | Chevrolet | 1   | 2   | 4   | 2   | 1   | 1    | 1   | 3   | 1   | 2   | 1   | 1   | 5   | 2   | 1   | 1   | 2   | 1387 |
| 2        | Chevrolet | 3   | 8   | 9   | 6   | 3   | 4    | 6   | 11  | 6   | 3   | 4   | 4   | 6   | 4   | 3   | 2   | 5   | 1387 |
| 2        | Chevrolet | 91P | 65P | 54  | 68  | 90  | 90P  | 83  | 55P | 83  | 75  | 88P | 88P | 58  | 72  | 85  | 90  | 70  | 1387 |

Versenyzők, akik nem szerezhetnek pontot a gyártók bajnokságában
| Versenyző          | Rajtszám/csapat                    | Motor     | Indok                                 |
| ------------------ | ---------------------------------- | --------- | ------------------------------------- |
| Will Power         | #12 Team Penske                    | Chevrolet | Ötödik motor használata (13. forduló) |
| Josef Newgarden    | #2 Team Penske                     | Chevrolet | Ötödik motor használata (14. forduló) |
| Felix Rosenqvist   | #10 Chip Ganassi Racing            | Honda     | Ötödik motor használata (14. forduló) |
| Sébastien Bourdais | #18 Dale Coyne Racing              | Honda     | Ötödik motor használata (14. forduló) |
| Ed Carpenter       | #20 Ed Carpenter Racing            | Chevrolet | Ötödik motor használata (14. forduló) |
| Alexander Rossi    | #27 Andretti Autosport             | Honda     | Ötödik motor használata (14. forduló) |
| Colton Herta       | #88 Harding Racing                 | Honda     | Ötödik motor használata (14. forduló) |
| Szató Takuma       | #30 Rahal Letterman Lanigan Racing | Honda     | Ötödik motor használata (15. forduló) |
| James Hinchcliffe  | #5 Schmidt Peterson Motorsports    | Honda     | Ötödik motor használata (16. forduló) |
| Santino Ferrucci   | #19 Dale Coyne Racing              | Honda     | Ötödik motor használata (16. forduló) |
| Ryan Hunter-Reay   | #28 Andretti Autosport             | Honda     | Ötödik motor használata (16. forduló) |